# جوليان كويرشا
جوليان كويرشا (بالفرنسية: Julien Quercia)‏ (مواليد 17 أغسطس 1986 في ثيونفيل - فرنسا) لاعب كرة قدم فرنسي يلعب حاليا لصالح نادي الدرجة الأولى أوكسير الفرنسي منذ 2008 في مركز المهاجم .

## روابط خارجية
- جوليان كويرشا على موقع رابطة كرة القدم الفرنسية للمحترفين (الإنجليزية)
- جوليان كويرشا على موقع قاعدة بيانات كرة القدم.إي يو (الإنجليزية)
- جوليان كويرشا على موقع Soccerway.com (الإنجليزية)
- جوليان كويرشا على موقع كووورة
- جوليان كويرشا على موقع AS.com (الإسبانية)